# ブレーメン市電GT6N形電車
GT6N形は、ドイツ・ブレーメンを走るブレーメン市電が1989年に導入した路面電車。ドイツのMANが製造した、車体全体が低床構造となっている世界でも最初期の100％超低床電車で、ドイツや日本の各都市に導入されているブレーメン形の第一号となった。この項目では、1993年から製造された量産車であるGT8N形についても解説する。

## 概要

### 導入までの経緯
1980年代以降、ヨーロッパ各国では電動機を搭載した動力台車以外の部分を低床構造とした部分超低床電車の開発・製造が進み、ドイツやフランス、スイス、イタリアなど各国の都市に導入された。しかしこれらの電車は車内に段差や傾斜路があり収容力に難がある他、車内で料金徴収を実施する場合に乗客が高低差がある空間を通過しなければならない欠点が存在した。そのため、段差なく車内を行き来できる、車内全体が低床構造の100％超低床電車が求められるようになった。そこで1986年、MANとキーペはブレーメン市の協力の基で独自に超低床電車の開発を始め、1989年に試作車が完成した。これがGT6N形である。

### 構造
ステンレス鋼で製造された車体を用いる3車体連接車で、運転台や乗降扉は片側のみに設置されている。台車は各車体の下部中央にボギー台車が1基ずつ設置されている。
車内全体の床面高さを350 mmに抑えるため、台車は車軸を有さない直径650 mmの左右独立式車輪を用い、車内における通路を確保している。そのため主電動機は台車ではなく各車体の床下に搭載されており、カルダンシャフトや二段減速歯車装置、ねじれ軸を介して1組の車輪に動力を伝える車体装架カルダン駆動方式と呼ばれる駆動方式を採用している。各車輪はボルスタレス式となっており、枕ばねや軸ばねにゴム製ばねを用いる事で通過可能な最小曲線半径を15mとしている。空冷式の主電動機はコイルばねや空気ばねを介して装荷され、車体の振動が伝わるのを防ぐ。

## 運用

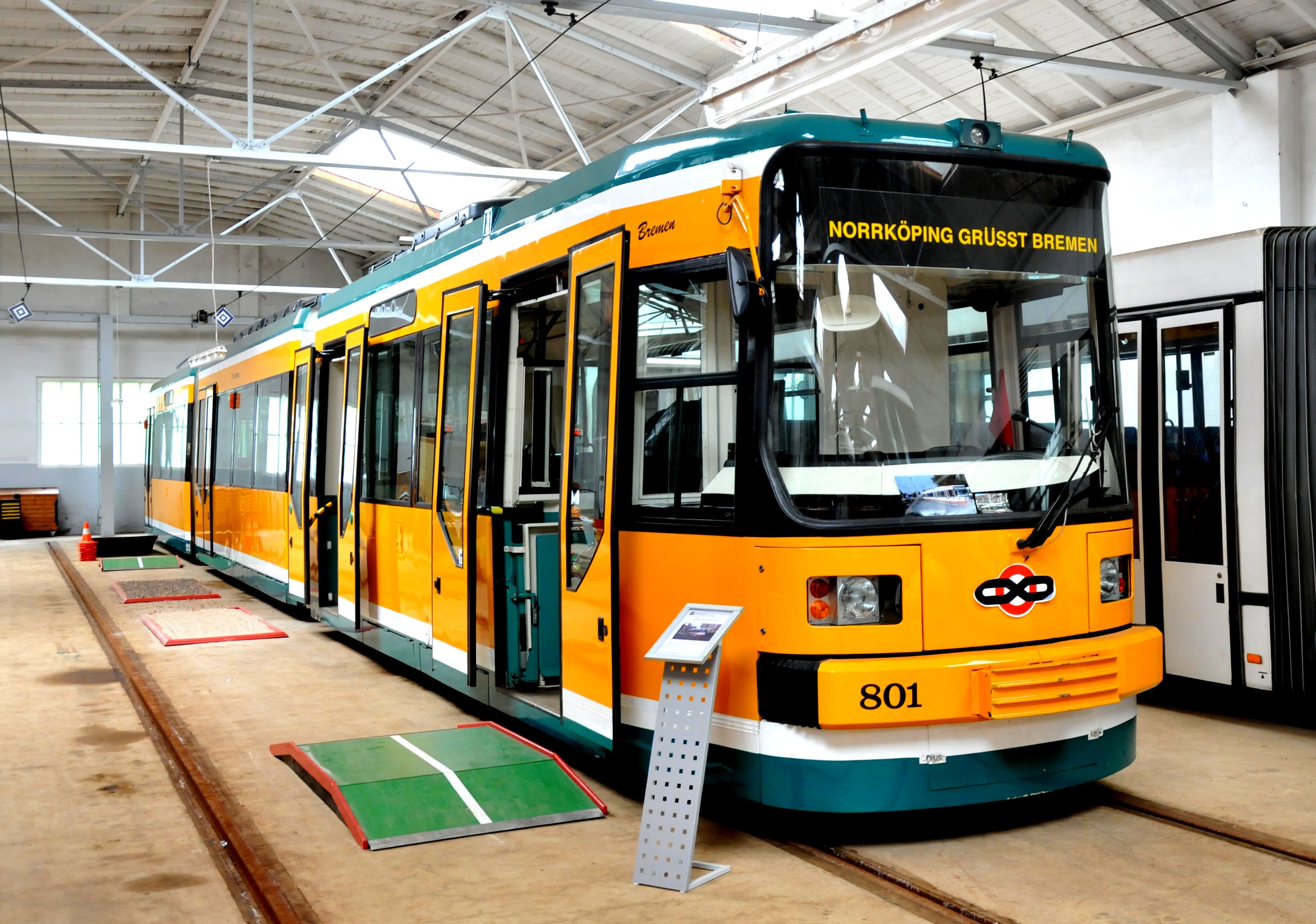
ブレーメンで静態保存されているGT6N形

1990年1月10日から営業運転に導入されたGT6N形は、ブレーメンでの運用に加えて最初期の100％超低床電車として各地の路面電車でのデモ走行が実施された。走行実績はボン、ベルリン、マクデブルク、シュヴェリーンなどドイツ国内に留まらずストックホルム、ヨーテボリ、ワルシャワ、クラクフ、アムステルダムと言ったヨーロッパ各国にも及んだ。その中にはベルリンのように同型車両（ブレーメン形）の導入を決定した都市も存在する。登場当時の車両番号は"801"であったが、GT8N形の登場に伴うブレーメン市電の全車改番により1992年以降は"3801"に変更された。
1998年にスウェーデン・ノーショーピングを走るノーショーピング市電へ譲渡され、現地の塗装に塗り替えられた上で使用されたが、電圧が直流600 Vから750 Vへ昇圧された事に伴い引退した。2011年にブレーメン市電へ返却されて以降は路面電車博物館で保存されているが、塗装はノーショーピング市電時代のものが維持されている。

## GT8N形
GT6N形の試験結果や営業実績を受け、旧型電車置き換えのため1993年から1996年まで78編成（3001-3078）が製造された量産車。GT6N形よりも車体数が増えた4車体連接車で、前面を始めとする車体デザインにも変更が施された。事故により廃車になった3017を除く77編成が在籍しているが、ブレーメン市電の路線延長・増発による走行距離の増加に加え、2013年頃から軸受部分を始めとする台車の故障が増加した事を受け、2016年以降更新工事が実施されている。

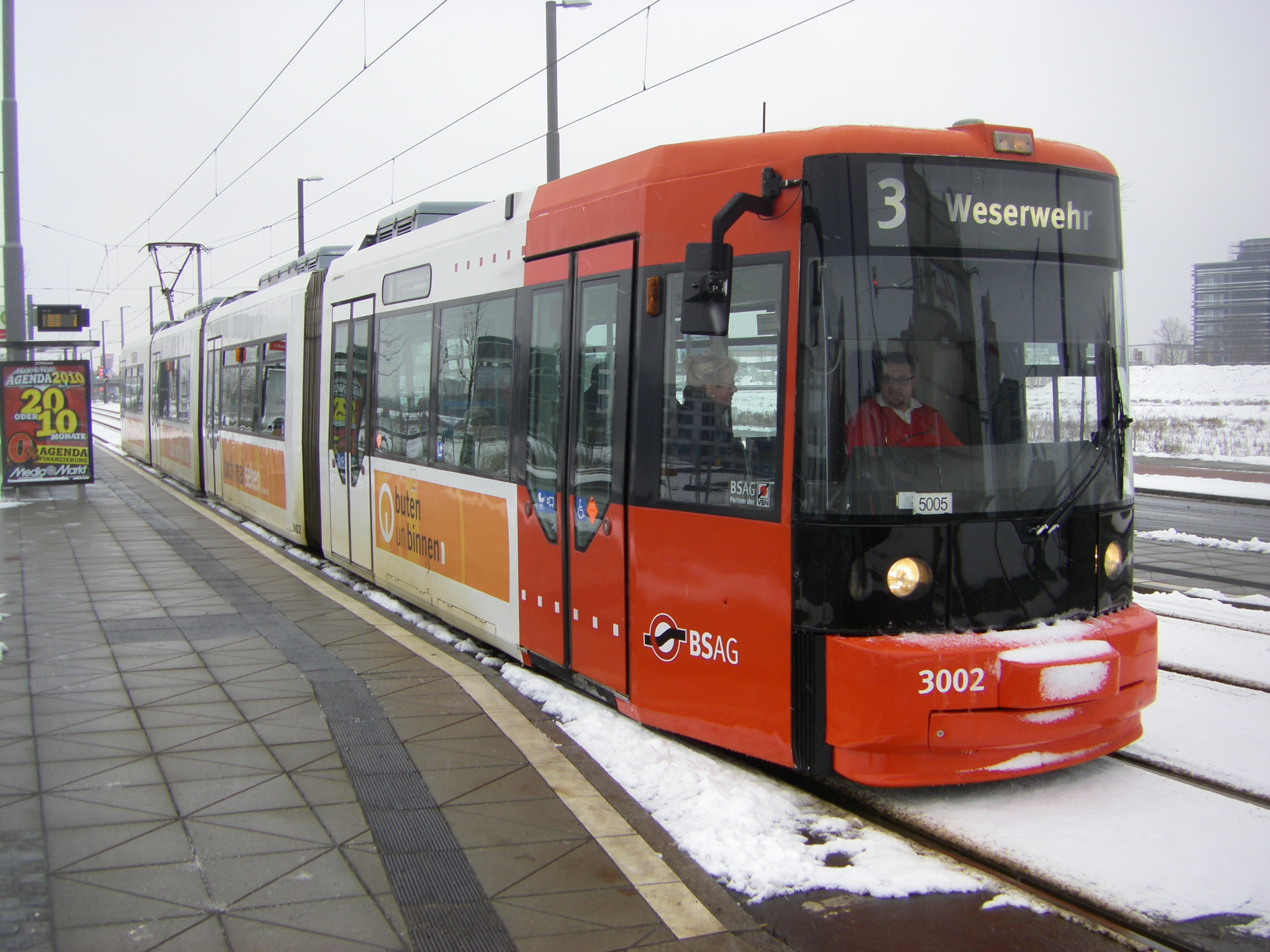
3002 前面は赤色
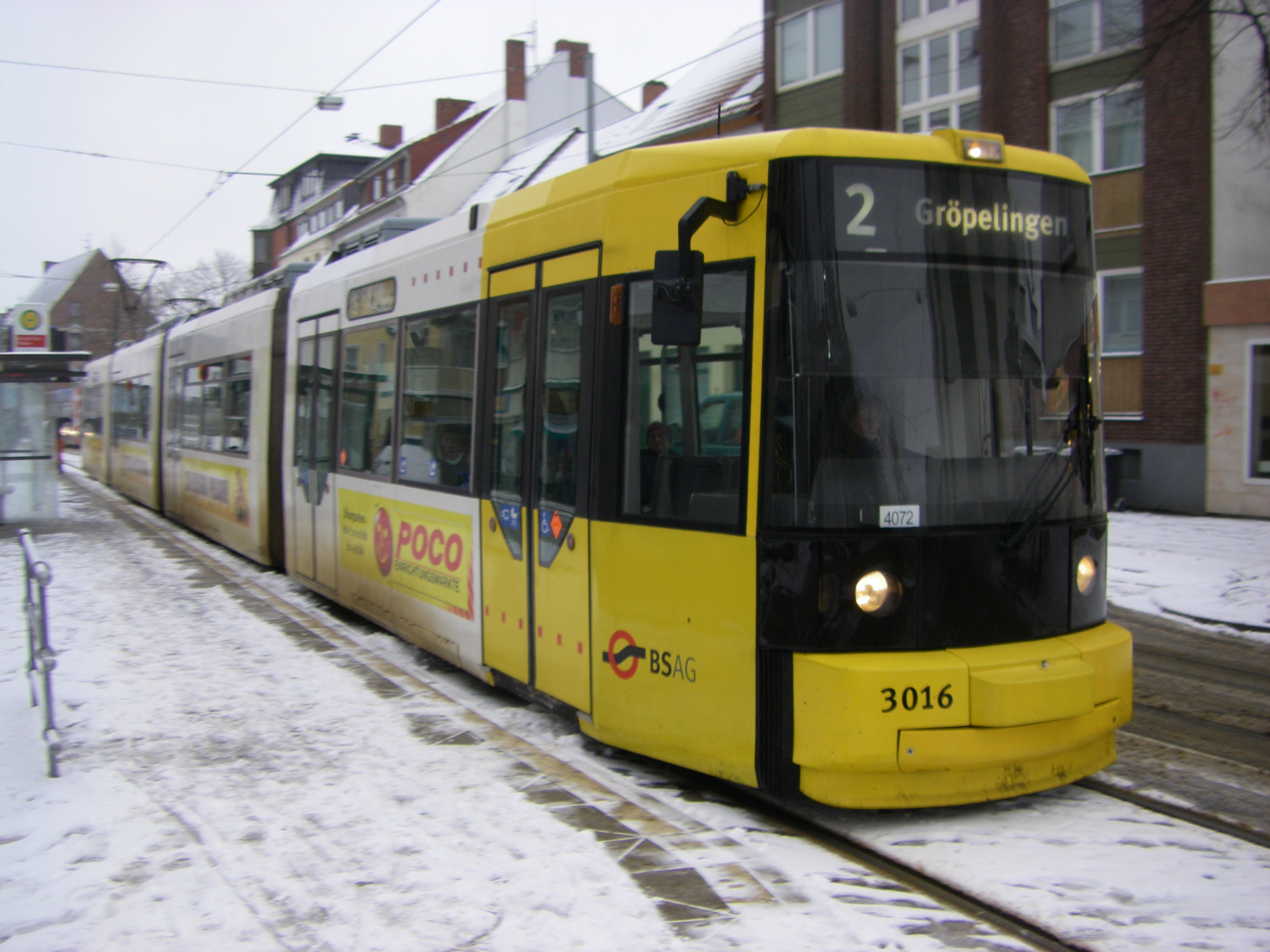
3016 前面は黄色
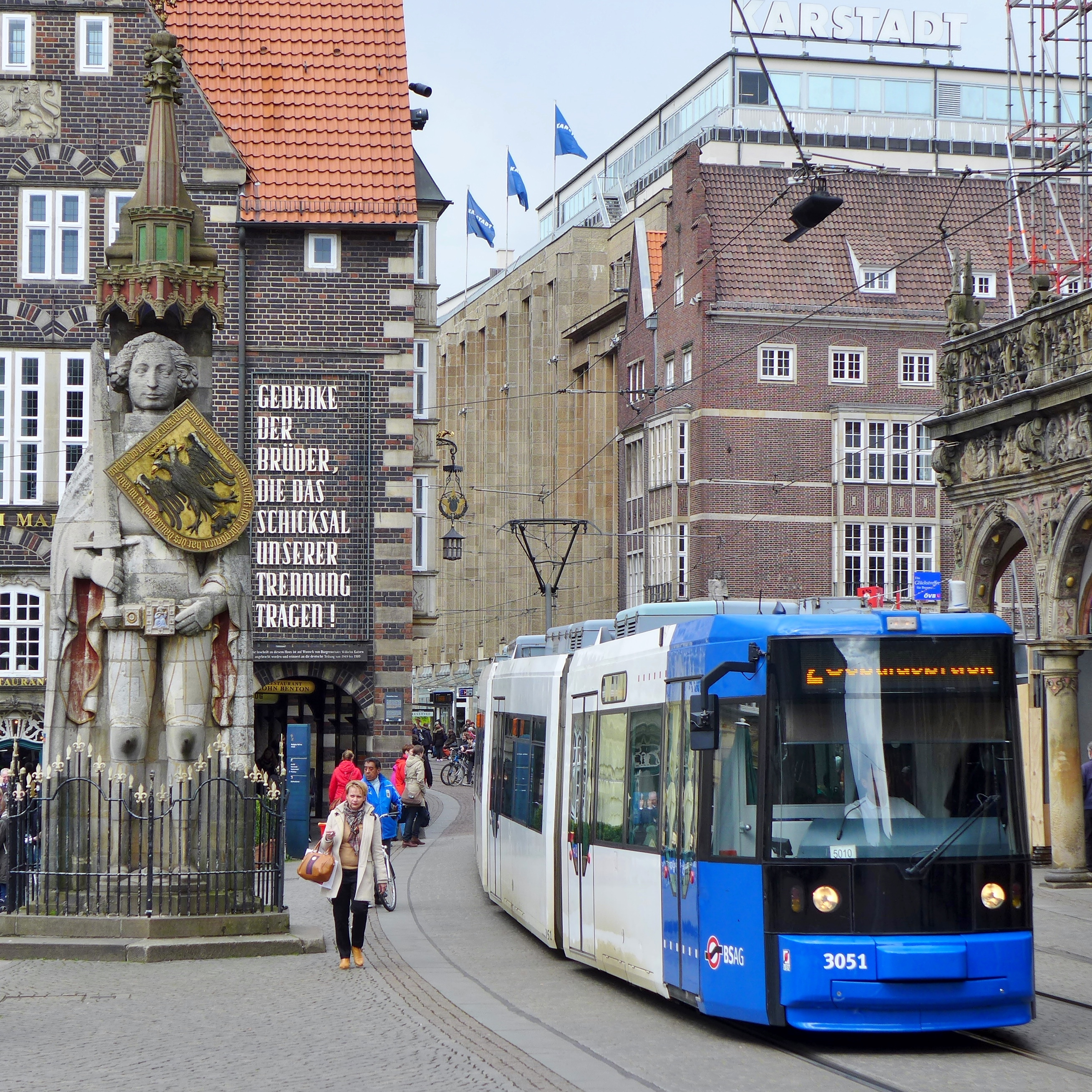
3051 前面は青色
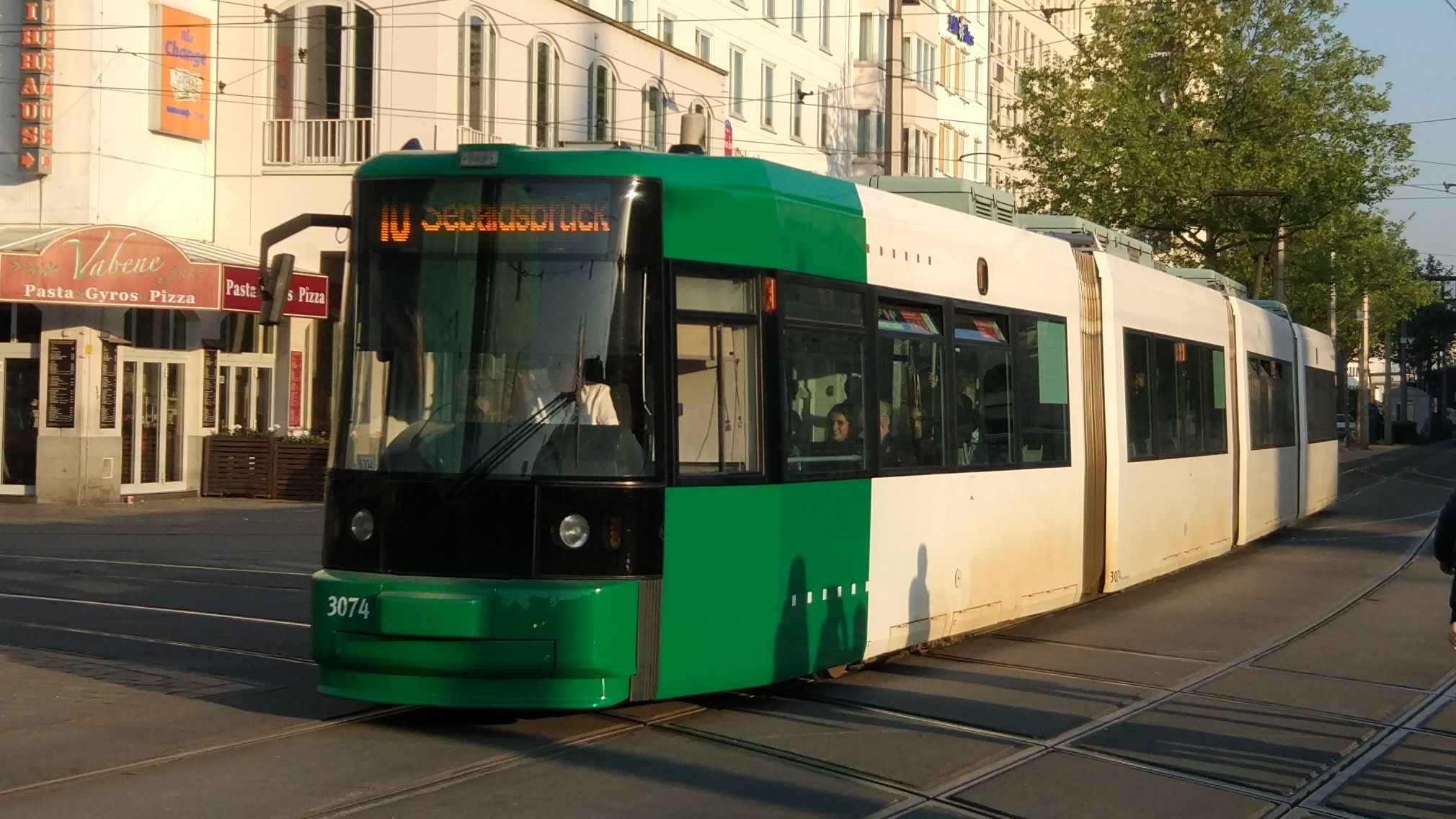
3074 前面は緑色
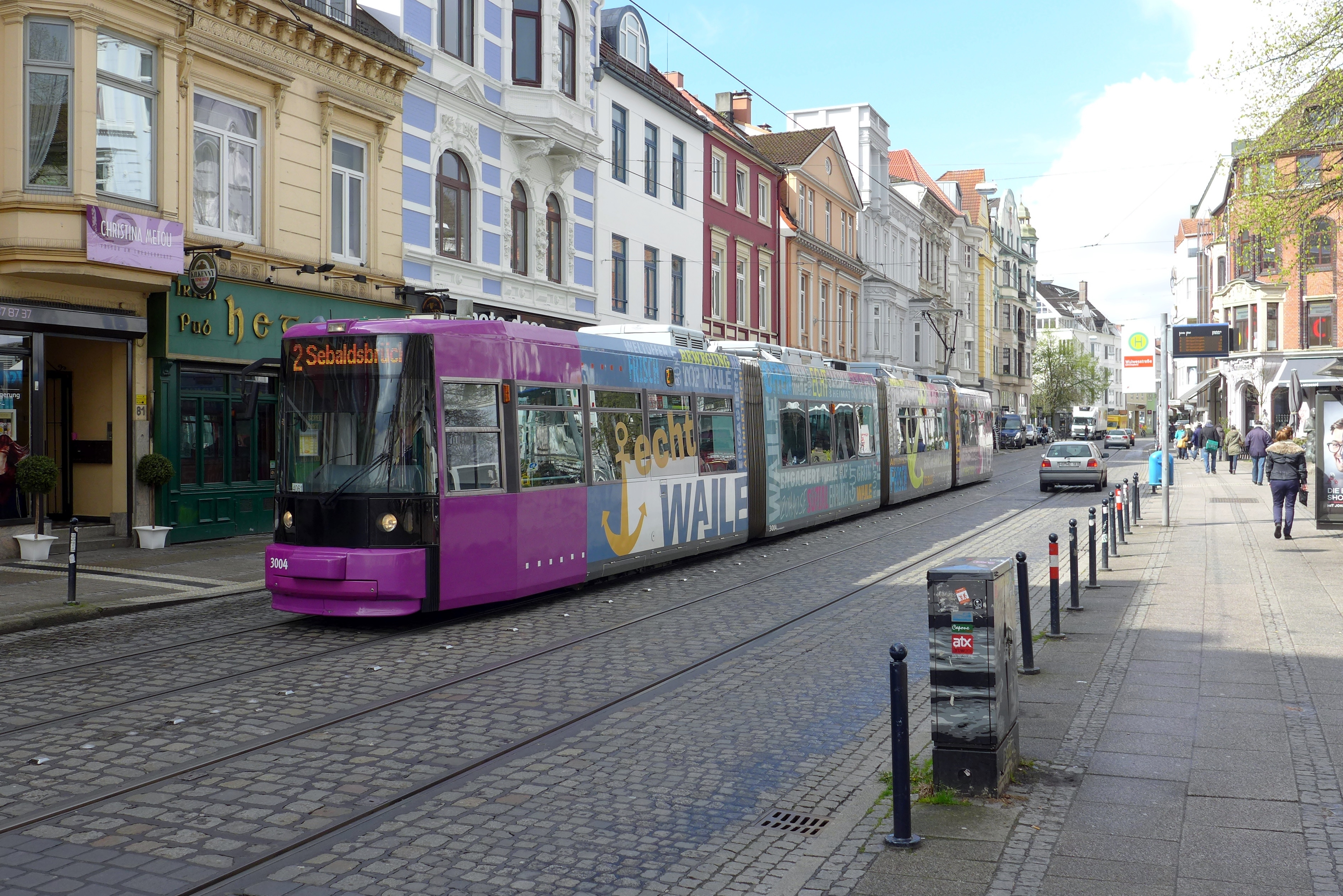
3004 広告塗装（前面は紫色）
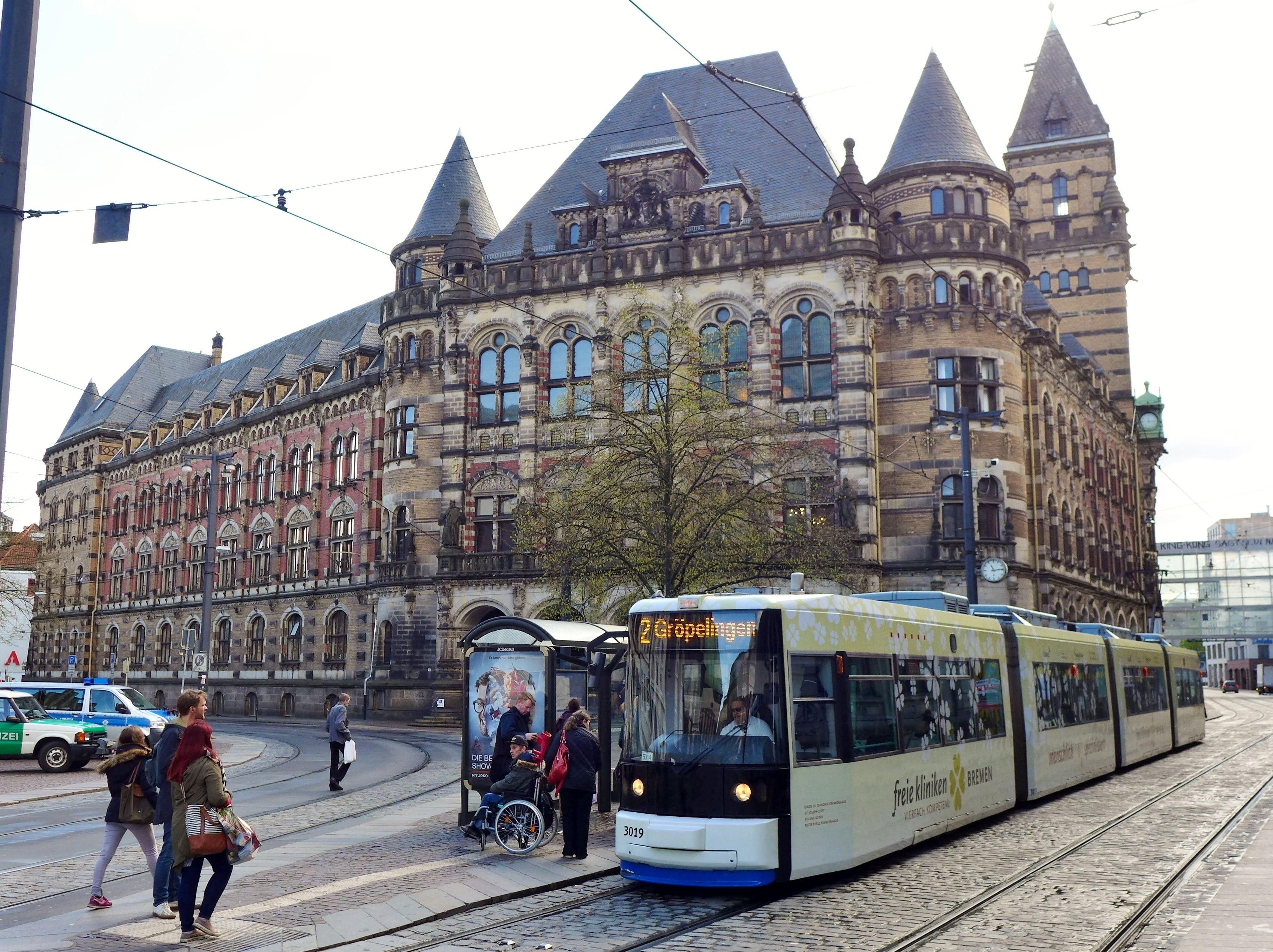
3018 広告塗装
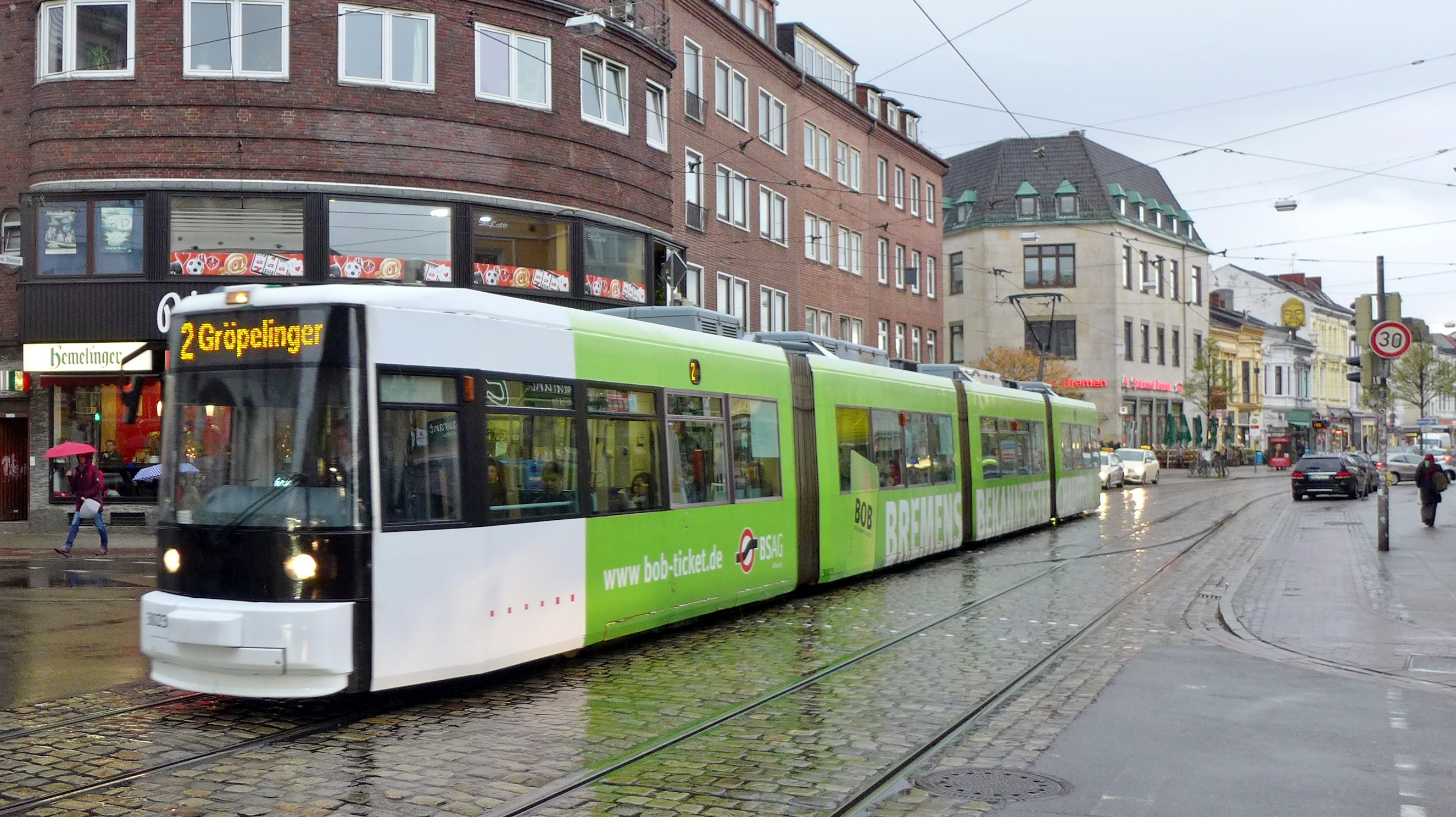
3023 広告塗装
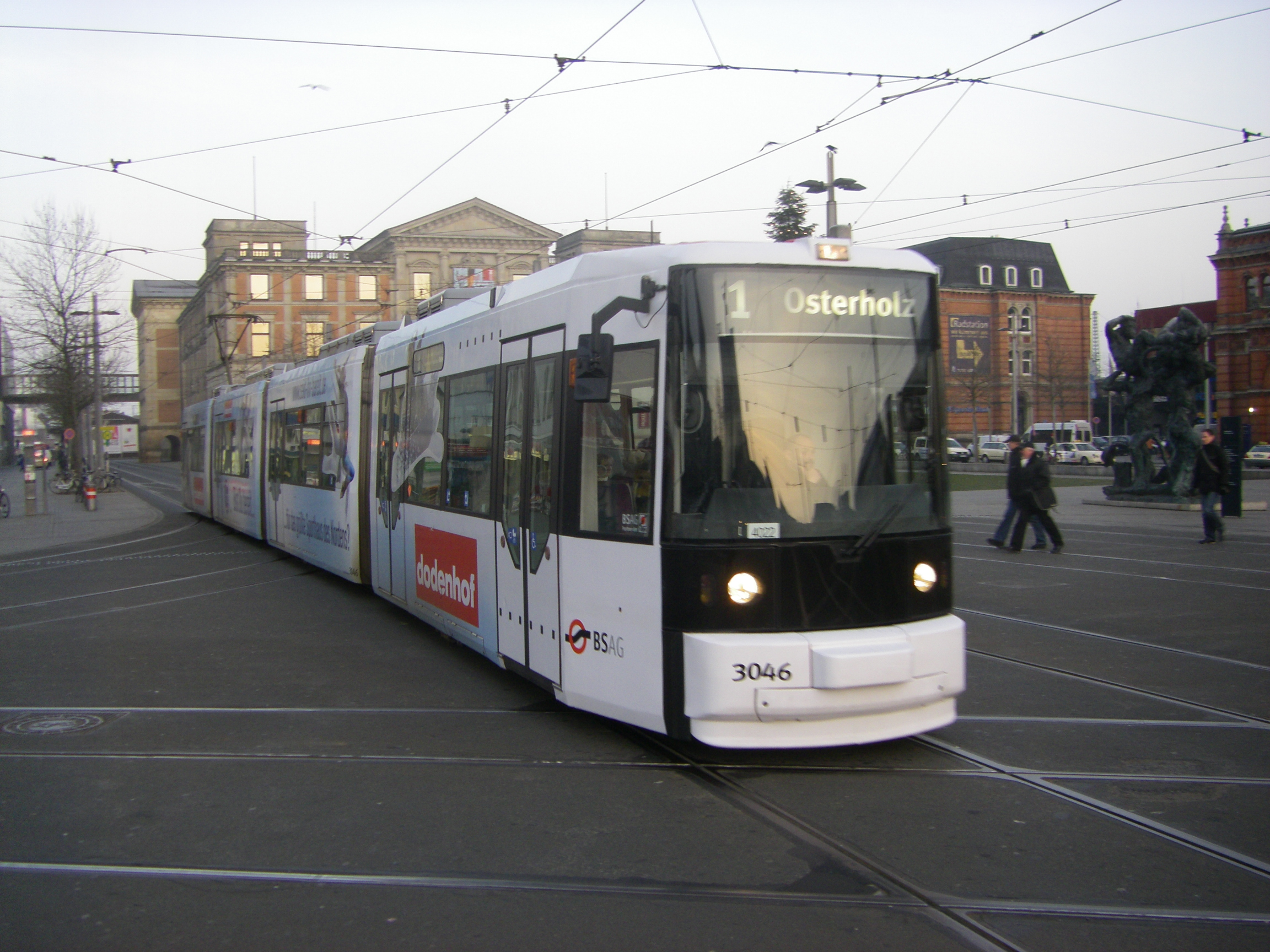
3046 広告塗装